# Busbahnhof Gladbeck Oberhof
Der Busbahnhof Gladbeck Oberhof ist der Zentrale Omnibusbahnhof der Stadt Gladbeck im Ruhrgebiet. Er befindet sich in der Innenstadt Gladbecks und erschließt ihren Bereich. An ihm kreuzen sich alle Gladbecker Buslinien bis auf die Linie SB91. Diese hält stattdessen nur am Goetheplatz, welcher jedoch von den meisten Buslinien am Busbahnhof Gladbeck Oberhof auch bedient wird.

## Lage und Aufbau
Der Busbahnhof befindet sich im östlichen Bereich der Innenstadt zwischen der Bahnstrecke Winterswijk–Gelsenkirchen-Bismarck und der Fußgängerzone, die sich an den westlichen Bereich des Busbahnhofs anschließt. Unter den Busbahnhof befindet sich eine Tiefgarage. Er befand sich ursprünglich in einer Schrägparallelform, diese soll jedoch in Form des geplanten Umbaus als lange Bahnsteige mit Sägezahnform umgestaltet werden.

## Bedienung
Der Busbahnhof wird von allen Gladbecker Buslinien mit Ausnahme der Linie SB91 angefahren. Die Buslinien 188 und 189 werden von Busverkehr Rheinland betrieben, alle übrigen von den Vestischen Straßenbahnen.
| Linie | Linienverlauf | Takt (Mo–Fr)     | Betreiber            |
| ----- | --- | ---------------- | -------------------- |
| SB36  | Gelsenkirchen Hbf – Musiktheater – Schloß Horst – Gelsenkirchen-Horst, Buerer Str. – Gladbeck-Rosenhügel Hunsrückstr. – Brauck – Butendorf – Gladbeck Oberhof – Gladbeck Goetheplatz – Gladbeck West Bf – Rentfort – Bottrop-Kirchhellen (abends sowie sonn- und feiertags nur zwischen Schloß Horst und Bottrop-Kirchhellen) | 20 min           | Bogestra / Vestische |
| 54    | Gladbeck Oberhof – Gladbeck West Bf – Rentfort – Zweckel – Willy-Brandt-Schule | einzelne Fahrten |                      |
| 188   | Dorsten ZOB – Bottrop-Feldhausen – Gladbeck-Zweckel – Gladbeck West Bf – Gladbeck Goetheplatz – Gladbeck Oberhof Weiterfahrt ab Gladbeck Oberhof als Linie 189 nach Bottrop-Boy und Essen-Karnap. | 60 min           | DB Rheinlandbus      |
| 189   | Essen-Karnap Boyer Straße – Bottrop-Welheim – Bottrop-Boyer Markt – Gladbeck Oberhof stündlich Weiterfahrt ab Gladbeck Oberhof als Linie 188 nach Bottrop-Feldhausen und Dorsten ZOB. | 30 min           | DB Rheinlandbus      |
| 252   | Gladbeck-Zweckel, Hartmannschule – Zweckel Markt – Gladbeck Goetheplatz – Gladbeck Oberhof – Butendorf – Brauck – Rosenhügel – Gelsenkirchen-Horst, Buerer Str. | 30 min           | Vestische            |
| 253   | Gelsenkirchen-Horst, Buerer Str. – Schloß Horst – Brauck – Butendorf – Gladbeck Marktplatz – Gladbeck Oberhof – Gladbeck Goetheplatz – Gladbeck West Bf – Rentfort Am Park – Tunnelstr. – Zweckel Markt − Zweckel Mitte/Bf Ab Zweckel Mitte/Bf weiter als Linie 254 in Richtung Gladbeck Oberhof                              | 30 min           | Vestische            |
| 254   | Rentfort Am Park – Margaretenstr. – Ellinghorst – Gladbeck Marktplatz – Gladbeck Oberhof – Gladbeck Goetheplatz – Gladbeck West Bf – Schultendorf – Zweckel – Zweckel Mitte/Bf Ab Zweckel Mitte/Bf weiter als Linie 253 in Richtung Rentfort, abends als TaxiBus zwischen Gladbeck Oberhof und Zweckel Mitte/Bf               | 30 min           | Vestische            |
| 255   | Gladbeck Goetheplatz – Gladbeck Ost Bf – Gladbeck-Zweckel – Gelsenkirchen-Scholven – Gelsenkirchen-Buer, Königswiese – Gelsenkirchen-Buer Rathaus | 20 min           | Vestische            |
| 257   | Zweckel Tunnelstr. – Zweckel Markt – Zweckel Mitte/Bf – Gladbeck Goetheplatz – Gladbeck Oberhof | 20 min           | Vestische            |
| 258   | Rentfort Margaretenstr. – Rentfort Markt – Gladbeck West Bf – Gladbeck Goetheplatz – Gladbeck Oberhof – Butendorf – Brauck – Rosenhügel Hunsrückstr. – Schloß Horst – Gelsenkirchen-Horst, Buerer Str. | 20 min           | Vestische            |
| 259   | Bottrop ZOB Berliner Platz – Bottrop-Eigen – Ellinghorst – Gladbeck Goetheplatz – Gladbeck Oberhof – Butendorf – Brauck – Rosenhügel – Gelsenkirchen-Horst, Buerer Str. | 20 min           | Vestische            |

## Umbau
Der Busbahnhof wird komplett umgebaut. Dabei werden die Bussteige neu angelegt, um kürzere Wege zu schaffen. Anstelle der Schrägparallelform soll es zwei lange Bussteige in Sägezahnform geben, an deren Ende sich zwei Kreisverkehre befinden, welche ein Wenden der Busse ermöglichen.

### Verlegung Ostbahnhof zum Busbahnhof
Außerdem befindet sich der Bahnhof Gladbeck Ost 300 m nördlich des Busbahnhofs. Die dazugehörige Bahnstrecke verläuft direkt am Busbahnhof Gladbeck Oberhof ohne Halt vorbei. Bisher sind Busbahnhof und Bahnhof nur sehr umständlich durch einen schlechten Fußgängertunnel verbunden. Im Zuge des Umbaus des Busbahnhofes wird der Bahnhof Gladbeck Ost verlegt und zukünftig mit dem Busbahnhof eine Einheit bilden.